# Configure Price Quote
Configure Price Quote (CPQ) ist ein Begriff, der eine Prozesskette im Vertrieb bzw. in Vertriebsprozessen beschreibt. Die Begriffe beziehen sich überwiegend auf variantenreiche und kundenindividuelle Produkte und Dienstleistungen, die vor dem Verkauf bzw. der Angebotserstellung erst konfiguriert und bepreist werden müssen.
Die Begriffe lassen sich wie folgt übersetzen:
- Configure = Produkt und/oder Dienstleistung individuell konfigurieren
- Price = Preisfindung/Preiskalkulation
- Quote = Angebot direkt erstellen

## Configure Price Quote Software – CPQ Software – Configure Price Quote Systeme
Configure Price Quote Software (CPQ Software) bzw. CPQ-Systeme sind im klassischen Sinne Systeme, welche den Anwendern (in den meisten Fällen Vertriebsmitarbeiter) innerhalb des Angebotsprozesses bei der Angebotserstellung unterstützen und dadurch den Prozess der Angebotserstellung wesentlich beschleunigen. CPQ-Systeme sind im Normalfall entweder mit einem CRM-System gekoppelt oder in ein CRM-System integriert.
CPQ-Lösungen beinhalten 3 Kernfunktionalitäten:
- Regelbasierte Produktkonfiguration
- Automatisierte und regelbasierte Preisfindung
- Automatisierte Generierung von Angebotsdokumenten

## CPQ-Systeme als Bestandteil von Industrie 4.0

### Ausbaustufen von Configure Price Quote (CPQ) Systemen
Die meisten Anbieter von CPQ-Systemen haben sich im Laufe der Jahre jedoch deutlich weiterentwickelt und führen die oben beschriebene Prozesskette bis hin zur Produktion fort. D.h., nach der Erstellung und Annahme des Angebots durch den Endkunden, wird die im CRM-System erstellte Konfiguration automatisiert über ein ERP-System in die Produktion übergeben.
Hierbei stellt sich die Frage wie CPQ-Systeme dies bewerkstelligen können, da eine Produktionsanweisung bei variantenreichen Produkten konkrete Stücklisten voraussetzt und der Vertrieb dem Endkunden normalerweise keine Stücklisten verkauft bzw. mit dem Endkunden in der Angebotsphase nicht über konkrete Stücklisten spricht.
Der Produktkonfigurator innerhalb der CPQ-Software schließt die Lücke zwischen Vertrieb und technischer Produktion. Die vertriebliche Konfiguration und Produktfindung wird nicht in Stücklisten oder einzelnen Bauteilen aufgebaut, sondern wird so gestaltet bzw. so übersetzt, dass sie für Vertrieb und Endkunden verständlich ist. Anschließend wandelt der Produktkonfigurator die endkundenverständliche Produktkonfiguration automatisiert in eine technische merkmalsgesteuerte Produktkonfiguration um, die für die sofortige Produktion geeignet ist.
Weiterhin besteht sogar die Möglichkeit die Produktkonfiguration so einfach zu gestalten, dass diese ohne Vertrieb und sogar direkt über Händler oder Vertriebspartner erstellt werden kann. Solche Produktkonfigurationen sind dann z. B. direkt online in ein B2B-Portal bzw. Händler-Portal integriert und im Hintergrund mit dem ERP-System und somit der Produktion gekoppelt. Dies wird auch häufig als Online-Konfiguration bzw. Online-Konfigurator bezeichnet.
Eine noch weitere vereinfachte Online-Konfiguration kann sogar direkt in einem Webshop integriert werden. D.h., es wird kein Vertriebspersonal mehr benötigt. Sofern dies der Fall ist, werden Produkte im Online-Konfigurator oft durch eine Produktvisualisierung in Form von 2D oder 3D unterstützt. Diese Vorgehensweise erlaubt den vollständigen Verzicht auf Papier. 
Somit ist im Idealfall die komplette Prozesskette vom Vertrieb/Endkunde und CRM-System über eine Webseite mit Online-Konfigurator über das ERP-System in die Produktion abgedeckt.

### CPQ-Reifegrade – Reifegrade für CPQ-Systeme und Unternehmen in Richtung Industrie 4.0
Je nach verwendeter Ausbaustufe der CPQ-Lösung lassen sich die Unternehmen und CPQ-Systeme über unterschiedliche CPQ-Reifegrade definieren. Da die Reifegrade der Unternehmen unmittelbar von den Reifegraden der CPQ-Systeme abhängig sind, werden diese gleichgesetzt.

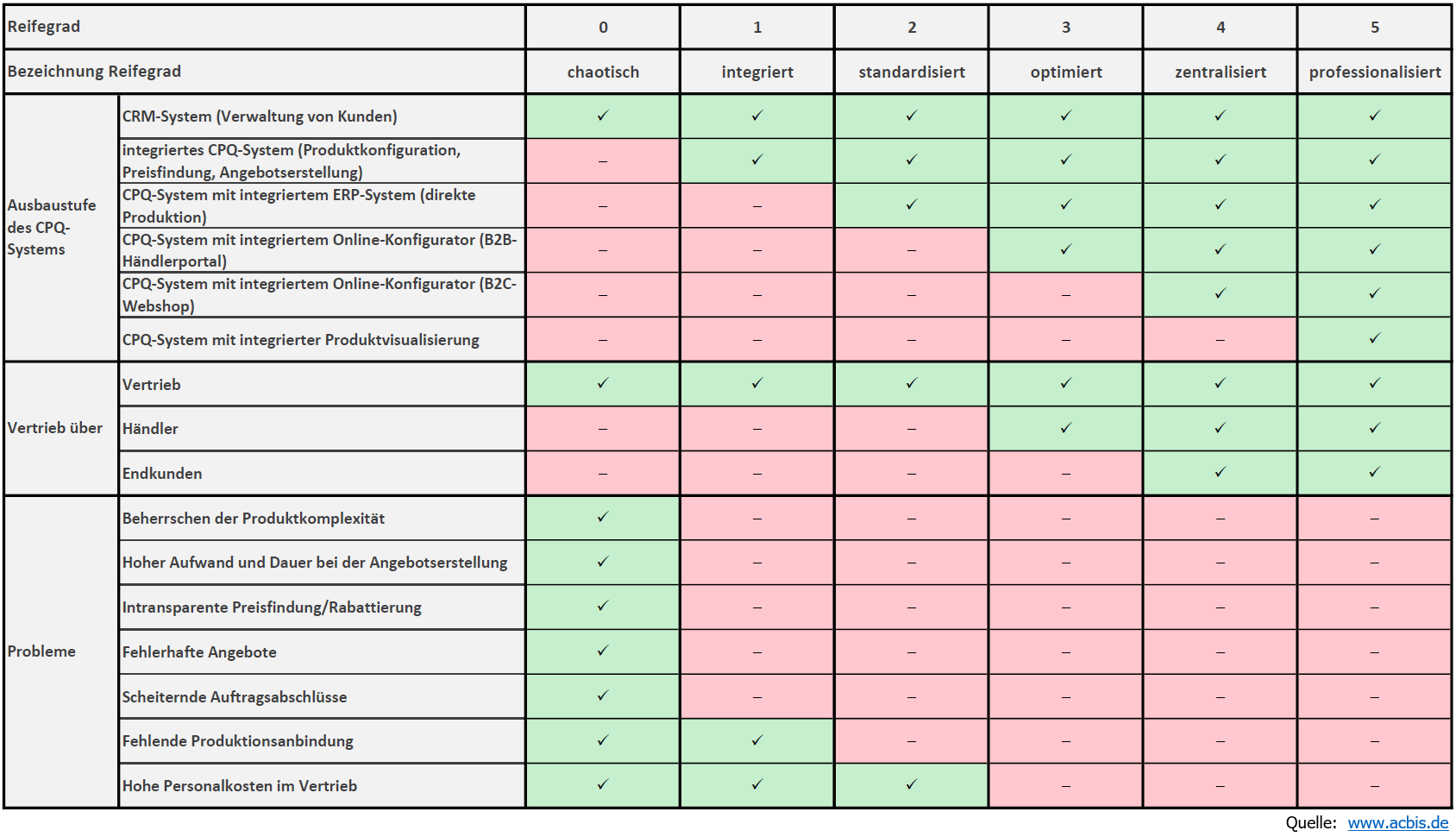
Industrie 4.0 – CPQ-Systeme & Reifegrade

### Hauptanwender von CPQ-Systemen sind
- Kundenbetreuer/Account Manager
- Vertriebsmitarbeiter
- Händler (B2B-Portal) oder
- Endkunden (Webshop)

### Break-even-Point / Amortisation
Der Break-even-Point nach der Einführung eines CPQ-Systems liegt je nach Reifegrad im Durchschnitt zwischen 3 und 12 Monaten.

## Vorteile von CPQ-Systemen

### Allgemeine Vorteile
- Bestell- und Bearbeitungsfehler vermindern[1]
- Verbesserung der Qualität im Konfigurationsprozess[2]
- Verkürzte Konfigurations-, Angebots- und Bestellzeiten[3]
- Verringerung der benötigten Ressourcen[4]
- Steigender Umsatz[1]

### Vorteile für Vertriebsmitarbeiter
- Verkürzte Einführungs- und Einarbeitungszeit für neue Mitarbeiter[5]
- Zeitersparnis für Vertriebsmitarbeiter[6]

### Vorteile für Endkunden
- Vordefinierte Produkte oder Dienstleistungen als Basis für die eigene Konfiguration[7]
- Verbesserte Qualität der individuellen Produkterstellung[2]
- Vereinfachung der Erstellung eines individualisierten Produkts[1]
- Unterstützung im Entscheidungs- und Konfigurationsprozess[3]
- Verbesserter Zuschnitt von Produkten auf die Bedürfnisse der Kunden[1]

### Nutzen von CPQ-Systemen
CPQ-Systeme bzw. CPQ-Software sind ein wesentlicher Bestandteil von Industrie 4.0 in Richtung Digitalisierung, Automatisierung und Standardisierung.
- Angebote schneller und besser erstellen
- Produktwissen in Produktkonfiguratoren leicht anwendbar weltweit bereitstellen
- Beschleunigte Auftrags- und Bestellprozesse, Senkung der Durchlaufzeiten und dadurch Kosten- und Zeitersparnis [bis zu 70 %]
- Automatisierte Auftragsabwicklung durch korrekte Angebots- und Auftragsdaten unterstützen
- Guided Selling für Vertrieb, Händler und Kunden und dadurch Entlastung des Vertriebs, mehr Angebote mit gleicher Mannschaft
- Reduzierung der Einarbeitungszeit für neue Vertriebsmitarbeiter
- Vertriebsunterstützung
- Minimierung des Know-how Verlusts durch Wegfall eines langjährigen Vertriebsmitarbeiters
- Dokumentation der Produktvielfalt und Produktspektrum
- Dokumentation des Wissens über Produkte
- Senkung der Angebotserstellungskosten
- Reduktion von Fehlern in Angeboten und Kundenaufträgen
- Schnell fehlerfreie und komplexe Angebote erstellen
- Kostensenkung
- Umsatzsteigerung
- Zentralisiertes Produktwissen durch Transfer des Produktwissens in Konfiguratoren, Know-How Verlust vermeiden
- Wettbewerbsvorteil da schneller und effizienter am Markt bei neuen Produkten
- Optimierte und beschleunigte Vertriebsprozesse durch erhöhte Standardisierung und Automatisierung
- Erhöhung des Auftragsvolumens bei B2B-Händlerportal
- Transfer des Produktwissens zum Kunden
- Reduktion der Produktkomplexität
- Verbessertes Cross- und Upselling
- Mehr Zeit für andere Dinge / Konzentration auf das Wesentliche